# Lee County, South Carolina
Lee County är ett administrativt område i delstaten South Carolina, USA. År 2010 hade countyt 19 220 invånare. Den administrativa huvudorten (county seat) är Bishopville. Countyt har fått sitt namn efter Robert E. Lee.
I träskmarkerna kring countyt sägs den människoliknande kryptiden ödlemannen i Scape Ore Swamp bo.

## Geografi
Enligt United States Census Bureau så har countyt en total area på 1 065 km². 1 062 km² av den arean är land och 3 km² är vatten.

### Angränsande countyn
- Darlington County, South Carolina - nordöst
- Florence County, South Carolina - öst
- Sumter County, South Carolina - syd
- Kershaw County, South Carolina - nordväst